# Mazerier
Mazerier település Franciaországban, Allier megyében. Lakosainak száma 320 fő (2022. január 1.). Mazerier Bègues, Gannat, Jenzat, Saint-Bonnet-de-Rochefort és Saulzet községekkel határos.

## Népesség
A település népességének változása:
| Lakosok száma | 286  | 302  | 299  | 268  | 294  | 301  | 301  | 306  | 308  | 320  |
|               | 1968 | 1982 | 1990 | 2006 | 2013 | 2015 | 2017 | 2019 | 2020 | 2022 |